# 雪谷隧道
雪谷隧道はかつて岩手県にあった(旧)府縣道福岡久慈港線(廃道、岩手県道42号の旧道)のトンネル。岩手県九戸郡伊保内村と小軽米村の境界になる雪谷峠(北緯40度13分30秒 東経141度30分12秒 / 北緯40.224972度 東経141.503218度座標: 北緯40度13分30秒 東経141度30分12秒 / 北緯40.224972度 東経141.503218度)にあった。延長145m。1925年6月30日竣工。東北地方での最初期のコンクリートトンネルである。